# Aux mains de l'ennemi
Aux mains de l’ennemi (titre original : In Enemy Hands) est le septième roman de la série Honor Harrington de l'écrivain de science-fiction David Weber paru en 1997 puis traduit en français et publié en deux tomes en 2004,.
La guerre entre l'Alliance de Manticore et la République populaire de Havre est de plus en plus âpre. Le résultat d'une contre-attaque de la flotte populaire est la prise du système d'Adler, ce que Honor ignore en arrivant avec le convoi qu'elle escorte.
Elle parvient à sauver les autres vaisseaux au prix de son vaisseau. Aux mains de la flotte populaire, sa situation s'aggrave quand la Citoyenne Secrétaire à l’Information Cordelia Ransom décide de s'occuper personnellement de son cas, ce qui est en général mortel pour la personne concernée.

## Résumé
Le triumvirat dirigeant le comité de salut public de la République populaire de Havre décide de nommer Esther McQueen au comité malgré la perte de l’Etoile de Trévor ainsi que d’autres systèmes, ceci à fin de redonner confiance à la flotte après toutes les purges et exécutions faites.
Honor revient sur Grayson accompagnée de son chat sylvestre Nimitz ainsi que de Samantha sa compagne et de leurs quatre chatons. Huit chats adultes les accompagnent pour les aider à élever les chatons et à établir une colonie extraplanétaire. Elle soupçonne les chats sylvestres d’être plus intelligents qu’ils ne le laissent paraitre. Pour le voyage, elle a acheté un yacht rapide le Paul Tankersley lors de l’arrivée un chat adulte, Farragut, adopte Miranda LaFollet première dame de la maisonnée Harrington. Honor qui a été promue commodore, discute des perspectives de développement des armements avec l’amiral de Havre-Blanc, ils s’affrontent. Havre-Blanc se rend compte qu’il a tort et surtout qu’il est attiré par elle. Honor a un coup de foudre pour lui mais c’est son supérieur hiérarchique et il est marié. Pour échapper à ses sentiments, Honor prend le commandement d’une escadre de croiseurs.
Dans le système de Barnett, l’amiral Theisman reçoit des renforts havriens, son officier opérationnel est Caslet mis au placard après son aventure en Silésie. Il envoie une partie de sa flotte en reconnaissance sous les ordres du contre amiral Tourville. Celui-ci investit le système d’Adler et décime le groupe d’intervention manticorien. L’escadre de Honor qui escorte un convoi se dirige vers Adler. Lors de la translation, Honor se rend sur le Prince Adrien pour fêter l’anniversaire de McKeon, un ami de longue date. Le Prince Adrien qui sert d’avant-garde, détecte les vaisseaux havriens, engage le combat pour permettre au convoi de s’échapper dans l’hyperespace, mais sévèrement touché, il se rend sur l’ordre de Honor. Les manticoriens sont bien traités par Tourville.
Sur Grayson, la mère de Honor, Allison s’occupe de la clinique génétique moderne que sa fille a financée. Apprenant que le Prince Adrien est déclaré perdu, Allison fait face.
Lorsque la citoyenne Ransom du comité de salut public, secrétaire à l’information, qui se trouve avec son navire le Tepes dans le système de Barnett apprend sa capture, elle fait transporter les officiers supérieurs sur son vaisseau. Elle déclare que Honor sera exécutée sur la planète prison Hadès car elle a été condamnée à mort lors de la Mission Basilic. Pour faire souffrir Honor, elle ordonne que son chat Nimitz soit détruit, entendant cela Honor et Nimitz tuent plusieurs gardes. Nimitz est gravement blessé mais une ancienne prisonnière de Honor, Shannon Foraker convainc Ransom que si le chat meurt, Honor mourra aussi. Ransom décide de transférer tous ses prisonniers sur Hadès. Tourville avec son navire devra accompagner le Tepes car Ransom n’a pas aimé son attitude envers eux. Elle demande que Caslet soit détaché à son bord pour servir d’officier de liaison avec les prisonniers. Elle leur propose de "passer à l’ennemi", ils refusent tous sauf le maître principal Harkness.
Les gardes neutralisent l’œil artificiel ainsi que les nerfs synthétiques de la joue gauche de Honor, ils l’humilient. Harkness qui a gagné la confiance de deux havriens, pirate le système informatique du Tepes et désactive les communications, provoque des dégâts divers, parvient à faire évader les prisonniers qui délivrent Honor. Malgré des pertes humaines, ils quittent le Tepes avec des navettes, le font exploser et font croire que leur navette a aussi explosé dans le champ de mines qui entoure Hadès. Caslet qui rendait visite aux prisonniers, s'était joint à eux. Ils atterrissent sur la planète, Tourville et Foraker aperçoivent deux débris  qui ont une trajectoire d’entrée atmosphérique balistique, mais Tourville efface l’enregistrement.
Honor, blessée pendant la fuite, est amputée du bras gauche.